# Колоніальні організми

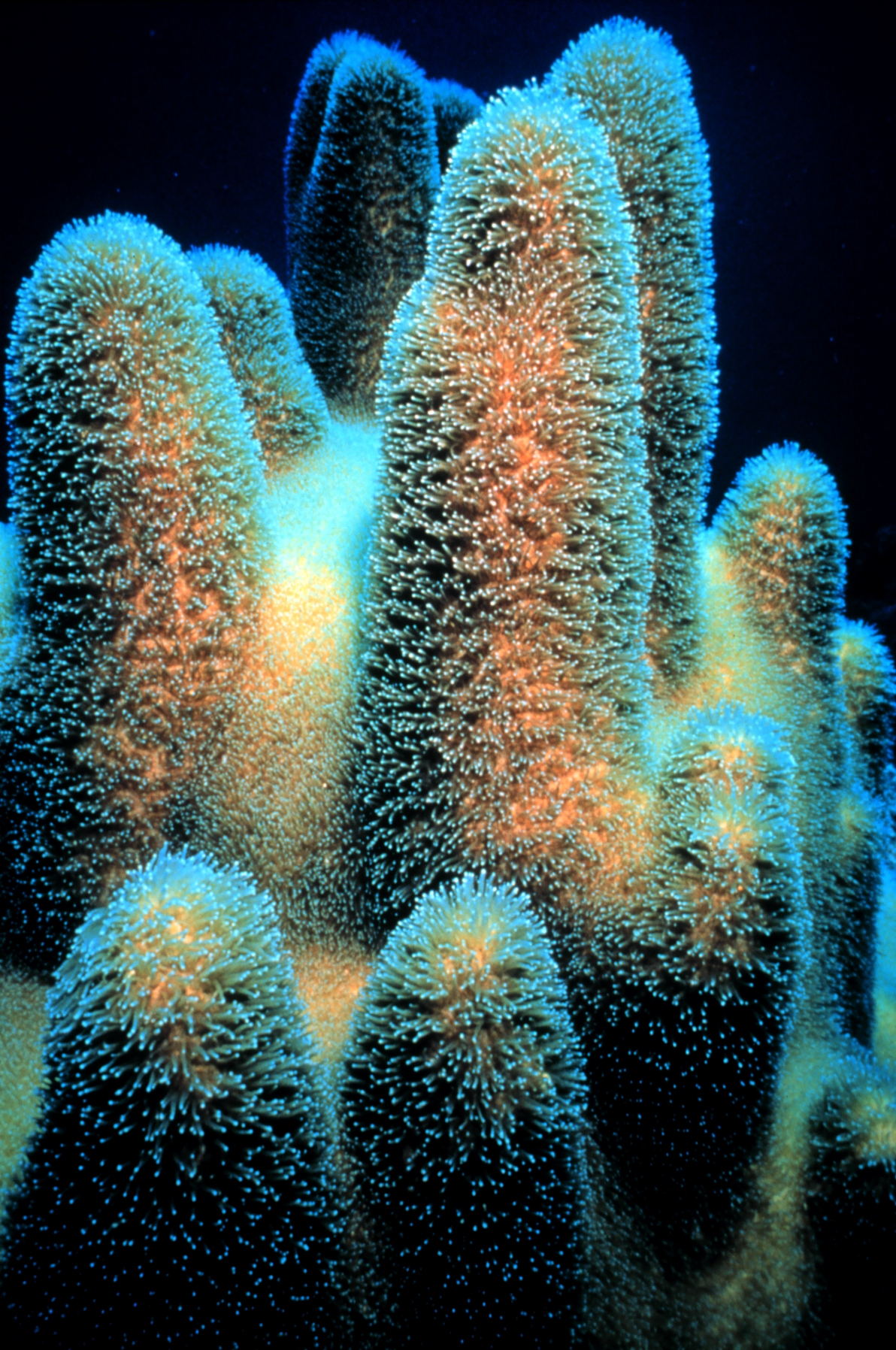
Корал — колонія простих організмів.

Колоніа́льні організми — біологічні системи, що складаються з однотипних одноклітинних або багатоклітинних організмів, слабо диференційованих один з одним, які зазвичай мають однаковий генотип, спільний обмін речовин та системи регуляції.
Термін об'єднує дві групи організмів:
1. Організми, які складаються з невеликої кількості клітин, не розділених на тканини; на відміну від багатоклітинних організмів, клітини колоніальних організмів зберігають здатність функціонування незалежно одна від одної.
2. Багатоклітинні організми, які утворюють колонії з декількох особин, більш чи менш тісно пов'язаних між собою, які зазвичай мають однаковий генотип, спільний обмін речовин та системи регуляції.

При безстатевому (вегетативному) розмноженні колоніальні організми залишаються сполученими з дочірнім і подальшими поколіннями та утворюють більш-менш складне об'єднання — колонію.
До колоніальних рослин належать різні одноклітинні водорості: синьо-зелені, зелені, золотисті, жовто-зелені, діатомові, пірофітові, евгленові. За способом утворення колоній їх ділять на зооспорові і автоспорові (розмножуються зооспорами або автоспорами).
До колоніальних тварин належать переважно морські тварини — безхребетні та нижчі хордові. З одноклітинних  — деякі джгутикові, радіолярії, інфузорії; з інших безхребетних — багато губок, більшість кишковопорожнинних, у тому числі сифонофори, майже всі гідроїди, багато коралових поліпів і поліпоїдні покоління деяких сцифоїдних, мохуватки. З нижчих хордових  — сальпи і доліоліди (Doliolida). Сюди ж належатьвимерлі граптоліти.
Частина колоніальних тварин (мохуватки, гідроїди, коралові поліпи, синасцидії та ін.) веде прикріплений спосіб життя; колонія зазвичай непорушно укріплена на субстраті і має більш-менш розвинений скелет. Колоніальні радіолярії, сифонофори, піросоми боченочники і сальпи мешкають в товщі води. Зазвичай вони напівпрозорі, скелет у них не розвинений. Для багатьох характерний метагенез: колоніальне покоління, що вегетативно розмножується, чергується з поодиноким, статевим.
Колоніальні організми були проміжною ланкою в процесі виникнення багатоклітинних тварин з одноклітинних.